# Zisterzienserinnenkloster Llanllyr
Das Zisterzienserinnenkloster Llanllyr (auch: Llanllŷr oder Taslarn) war von ca. 1180 bis 1537 ein Kloster der Zisterzienserinnen bei Taslarn, Ceredigion, in Wales.

## Geschichte
Lord Rhys gründete um 1180 nordwestlich Lampeter bei Talsarn das Nonnenkloster Virgin Mary (Jungfrau Maria), das unter der Aufsicht der Abtei Strata Florida stand und 1537 aufgelöst wurde. Überreste wurden in ein Anwesen verbaut, das bis 1820 bestand, dann aber durch ein noch heute bestehendes viktorianisches Haus ersetzt wurde (in Privatbesitz). 2004 förderten archäologische Grabungen spärliche Reste zutage, die auf reiche Ausstattung schließen lassen, und erlaubten eine Festlegung der Umrisse sowie die Lokalisierung eines Fischteichs. Der Name Llanllyr ist heute mit einem bedeutenden Landschaftsgarten und mit einer örtlichen Mineralwasserproduktion verbunden.